# Der Wolgaschiffer
Der Wolgaschiffer (OT: The Volga Boatman) ist ein US-amerikanisches Filmdrama von Cecil B. DeMille aus dem Jahr 1926. Der Stummfilm basiert auf dem Roman The Volga Boatman von Konrad Bercovici.

## Handlung
Im zaristischen Russland trifft der Wolgaschiffer Feodor auf Prinz Dimitri und seine Verlobte Vera. Während der Oktoberrevolution trifft er als Offizier der Roten Armee erneut auf Vera. Er erhält den Befehl sie zu erschießen, ist aber beeindruckt von ihrer Tapferkeit und rettet sie. Beide fliehen, geraten aber in die Gewalt Dimitris.